# Stig Nordin
Stig Göran Nordin, född 11 oktober 1943 i Örnsköldsvik, Västernorrlands län, är en svensk ingenjör och företagsledare, som huvudsakligen varit verksam inom Kinnevik-gruppen.
Nordin examinerades som civilingenjör från Chalmers tekniska högskola 1968. Han arbetade i Kinnevikgruppen från 1975. Stig Nordin var divisionschef vid Korsnäs AB 1985–1990 och fortsatte som VD för Invik 1990 och för Kabelvision 1991. Samma år blev han vice VD för Kinnevik och 1992–1999 var han VD och koncernchef för Industriförvaltnings AB Kinnevik. Han var också VD för Korsnäs AB under en tid från 1993.
Nordin har suttit i styrelserna för Industriförvaltnings AB Kinnevik, Modern Times Group AB, Invik & Co AB, NetCom Systems AB och Millicom Internat Cellular SA.
Stig Nordin är sedan 1966 gift med Gun Borglid (född 1942), som är syster till TV-journalisten Lars-Ola Borglid.